# Cseh János (katolikus pap)
Cseh János (Ecséd, 1803. március 20. – Eger, 1885. július 27.) katolikus pap.

## Élete
Iskoláit Esztergomban végezte és 1822-ben lett egri növendékpap; felszenteltetése után 1828-tól 1837-ig Taron, Detkén, Mezőkövesden káplánkodott, ez utóbbi évben szemerei, 1840-ben pedig karcagi lelkész lett. Főpásztora innét a felnémeti javadalomra helyezte át, de betegeskedése miatt ez állomását nem foglalhatta el és ideiglenesen nyugalomba vonult; 1859-ben egri székesegyházi karkáplánná, sekrestye-igazgatóvá és szentszéki ülnökké nevezték ki. Egerben tartózkodása alatt élénk tevékenységet fejtett ki a katolikus legényegylet létesítése érdekében és mint az egylet alelnöke tovább is működött.

## Munkái
- Erkölcsi beszélyek. Pest, 1851. (Kiadta a jó és olcsó könyvkiadó-társulat.)
- Az egri kath. legényegylet ismertetése. Eger, 1860.
- Az egri kath. legényegylet működése 1860. szept. 8-tól 1861. végeig. Uo. 1862.

Kéziratban maradt: Népszerű erkölcsi beszélyek című gyűjteménye.
A Kath. Néplapban több czikke jelent meg részint „A karczagi nép nevében" részint Némafi álnévvel; irt számos népies beszélyt is különböző lapokba.
Munkái: